# 沈日照
沈日照（？—？），直隶大兴人，是一名清朝官员。
沈日照曾于1762年接替金潢任南汇县知县一职，同年由孙耀德接任。